# فرانكلين أي بلامر
فرانكلين أي بلامر (بالإنجليزية: Franklin E. Plummer)‏ (و. 1795 – 1847 م) هو سياسي، ومحامي من الولايات المتحدة الأمريكية. ولد في ماساتشوست.
وهو عضو في الحزب الديمقراطي الأمريكي.
توفي في جاكسون، مسيسيبي.